# 澄迈县各级文物保护单位列表
以下为海南省澄迈县各级文物保护单位列表。

## 全国重点文物保护单位
| 名称               | 编号         | 分类   | 地点   | 时代 | 图片 |
| ------------------ | ------------ | ------ | ------ | ---- | ---- |
| 美榔双塔           | 4-86         | 古建筑 | 澄迈县 | 宋   |      |
| 石(石矍)村冯氏祠堂 | 8-0418-3-221 | 古建筑 | 澄迈县 | 明清 |      |

## 海南省文物保护单位
- 福安窑址（2-14）
- 陈道叙周氏墓（2-21）
- 灵照墓（2-22）
- 庵堂山墓塔（2-23）
- 南轩古墓（2-27）
- 澄迈县学宫（2-28）
- 李氏宗祠（2-29）
- 里桥（2-44）